# Калиновача
Калиновача је насељено мјесто у Лици. Припада граду Госпићу, у Личко-сењској жупанији, Република Хрватска.

## Географија
Калиновача је удаљена око 22 км сјеверозападно од Госпића.

## Становништво
Према попису из 1991. године, насеље Калиновача је имало 243 становника. Према попису становништва из 2001. године, Калиновача је имала 164 становника. Према попису становништва из 2011. године, насеље Калиновача је имало 94 становника.
| Демографија | Демографија | Демографија |
| Година      | Становника  | Становника  |
| ----------- | ----------- | ----------- |
| 1961.       | 416         |             |
| 1971.       | 386         |             |
| 1981.       | 313         |             |
| 1991.       | 243         |             |
| 2001.       | 164         |             |
| 2011.       |             | 94          |

## Попис1991.
На попису становништва 1991. године, насељено место Калиновача је имало 243 становника, следећег националног састава:
| Попис 1991.‍ | Попис 1991.‍ | Попис 1991.‍ | Попис 1991.‍ | Попис 1991.‍ |
| ----------- | ----------- | ----------- | ----------- | ----------- |
|             |             |             |             |             |
| Хрвати      | Хрвати      |             | 240         | 98,76%      |
| Срби        | Срби        |             | 1           | 0,41%       |
| непознато   | непознато   |             | 2           | 0,82%       |
| укупно: 243 |             |             |             |             |